# Euphorbia francoana
Euphorbia francoana är en törelväxtart som beskrevs av Pierre Edmond Boissier. Euphorbia francoana ingår i släktet törlar, och familjen törelväxter. Inga underarter finns listade i Catalogue of Life.